# Zábělá
Zábělá je přírodní rezervace na pravém břehu Berounky severovýchodně od plzeňské městské části Bukovec v okrese Plzeň-město. Přírodní rezervace byla vyhlášená v roce 1969 s novelizací v roce 1993 a 1998 a před svým vyhlášením podléhala mnoha historickým změnám.
Většinu území rezervace pokrývá lesní vegetace. Důvodem ochrany je původní smíšený dubohabrový les s bylinným patrem (jaterník podléška, konvalinka vonná, pstroček dvoulistý) rostoucí na strmé skalnaté stráni přecházející postupně do roviny. Rezervace je bohatá na výskyt hajních bylin kvetoucích zpravidla z jara.
Lokalita je dále významná i mykologicky, entomologicky a ornitologicky. Díky chráněným druhům rostlin a živočichů je vyhledávaným místem pro odborníky, laická veřejnost může využít turistickou a naučnou stezku.

## Lokalita
Lokalita přírodní rezervace Zábělá se skládá ze dvou částí, nacházejících se ve dvou různých okresech, přičemž její menší část (4,837 ha) zasahuje do severovýchodní části okresu Plzeň-město, katastrálního území Bukovec. Chráněné území pak navazuje na stejnojmennou přírodní rezervaci v okrese Plzeň-město v katastrálním území Chrást u Plzně (27,096 ha). Dohromady přírodní rezervace Zábělá zaujímá rozlohu 31,93 ha.

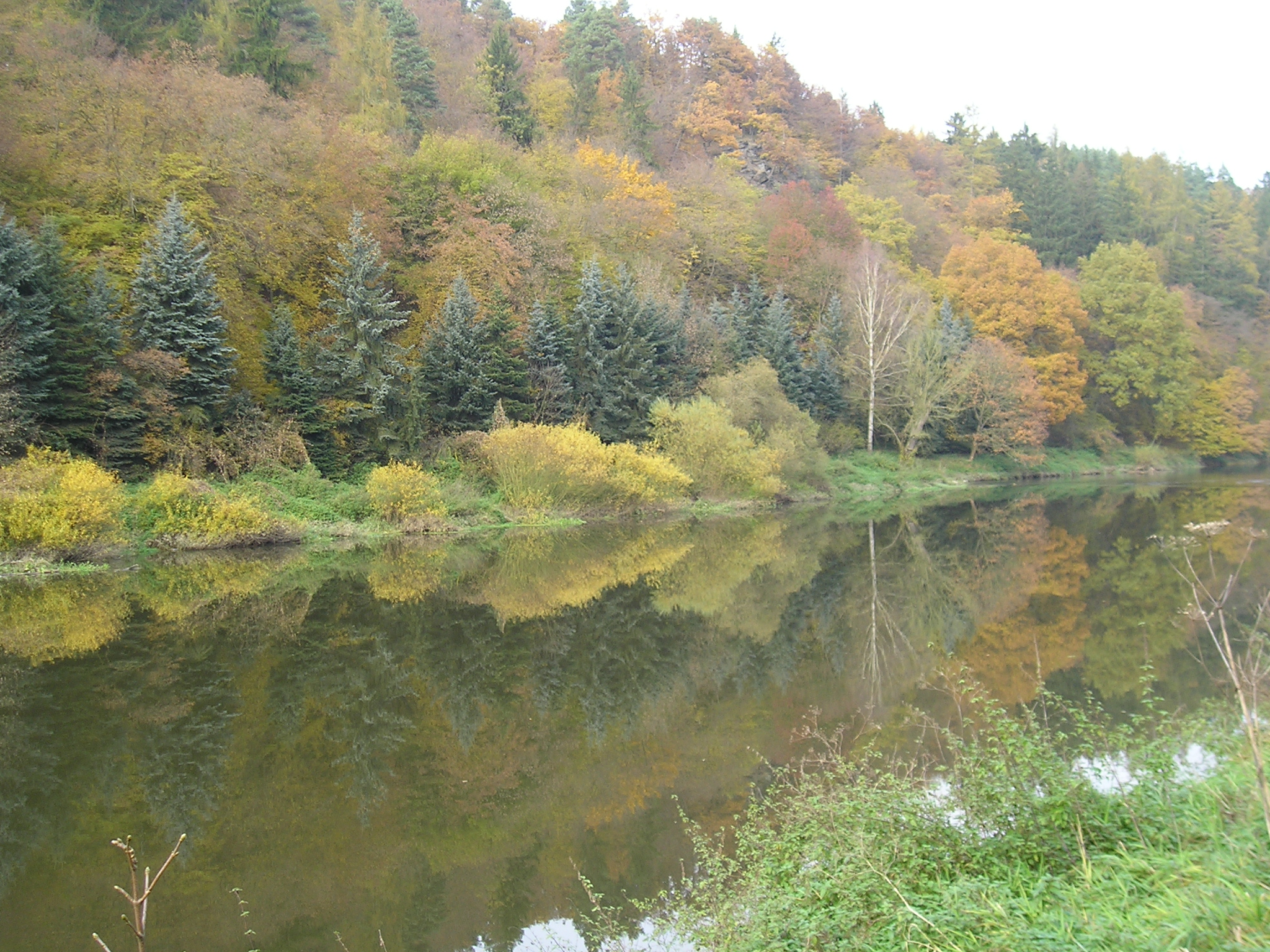
Přírodní rezervace Háj na levém protějším břehu řeky Berounky (společně s přírodní památkou Malochova skalka a přírodní rezervací Zábělou tvoří evropsky významnou lokalitu).

Území rezervace tvoří úzký dlouhý pruh lesního porostu ležící v příkrém skalnatém svahu meandrující řeky Berounky. Hydrologicky spadá do jejího povodí. Berounka zde tvoří přirozenou severozápadní hranici. Na protějším levém břehu se nachází přírodní rezervace Háj. Jihovýchodní hranici Zábělé tvoří bývalá mezinárodní železniční trasa mezi Prahou a Plzní. Ochranné pásmo nebylo specificky určeno a zůstalo ponecháno, dle zákona 114/1992 o ochraně přírody a krajiny, 50 m od hranice přírodní rezervace.
Klima oblasti Plzeň-sever lze charakterizovat jako mírně teplé, mírně suché a převážně s mírnou zimou (stupeň B2). V této lokalitě, obdobně jako všude v západních Čechách, jsou srážkové úhrny vyšší (600–700 mm/rok), než je průměr úhrnu srážek v jiných oblastech ČR ve stejné nadmořské výšce. Průměrná roční teplota na Plzeňsku za období 1991–2010 byla 7,8 °C a úhrn srážek cca 700 mm. Teplota vzrostla oproti staršímu dlouhodobému teplotnímu normálu (1961–1990) v průměru o 0,7 °C. Mikroklima v rezervaci je přece jen vlhčí než v okolí také díky Berounce, která na jaře zvyšuje svoji hladinu z tajícího sněhu a v průběhu roku přispívá k tvorbě oparu a přízemních mlh. V zimě se na řece netvoří souvislá ledová pokrývka. Jihozápadní okraj Zábělé tvořený skalnatým svahem je více prohříván od slunce a na skalních výchozech je proto mikroklima sušší. K teplejšímu mikroklimatu může v přírodní rezervaci přispívat i vliv městského klimatu Plzně, tzv. tepelný ostrov.

## Historie
Oblast Plzeňska byla ovlivněna člověkem pastvou již v neolitu. Důkazy jsou archeologické nálezy pravěkého sídliště (5000 let př. n. l.) v okolí Kyšic. V době přítomnosti Keltů (přibližně kolem roku 500 př. n. l.) bylo vybudováno opevněné hradiště na Holém vrchu vzdáleném asi 1 km od Zábělé. Opuštěné hradiště po Keltech osídlili v 7. st. n. l. Slované. V průběhu středověku byl původní les podél Berounky pravděpodobně vymýcen. Ve středověku zde vznikla velká vesnice, jejíž pole se rozkládala na velké části dnešního lesa. Zanikla v 15. století. První použití názvu Zábělá je z konce 16. století. Dřevo z lesa sloužilo k výstavbě sídel lidí a vymýcená půda k pasení a obdělávání. O vymýceném území se na kázání v Plzni roce 1471 zmínil i Hilarius Litoměřický: „Paměti předků říkají, že v těchto místech a jejich okolí byly velmi husté lesy, které byly později vykáceny až do jednolité mýtiny.“

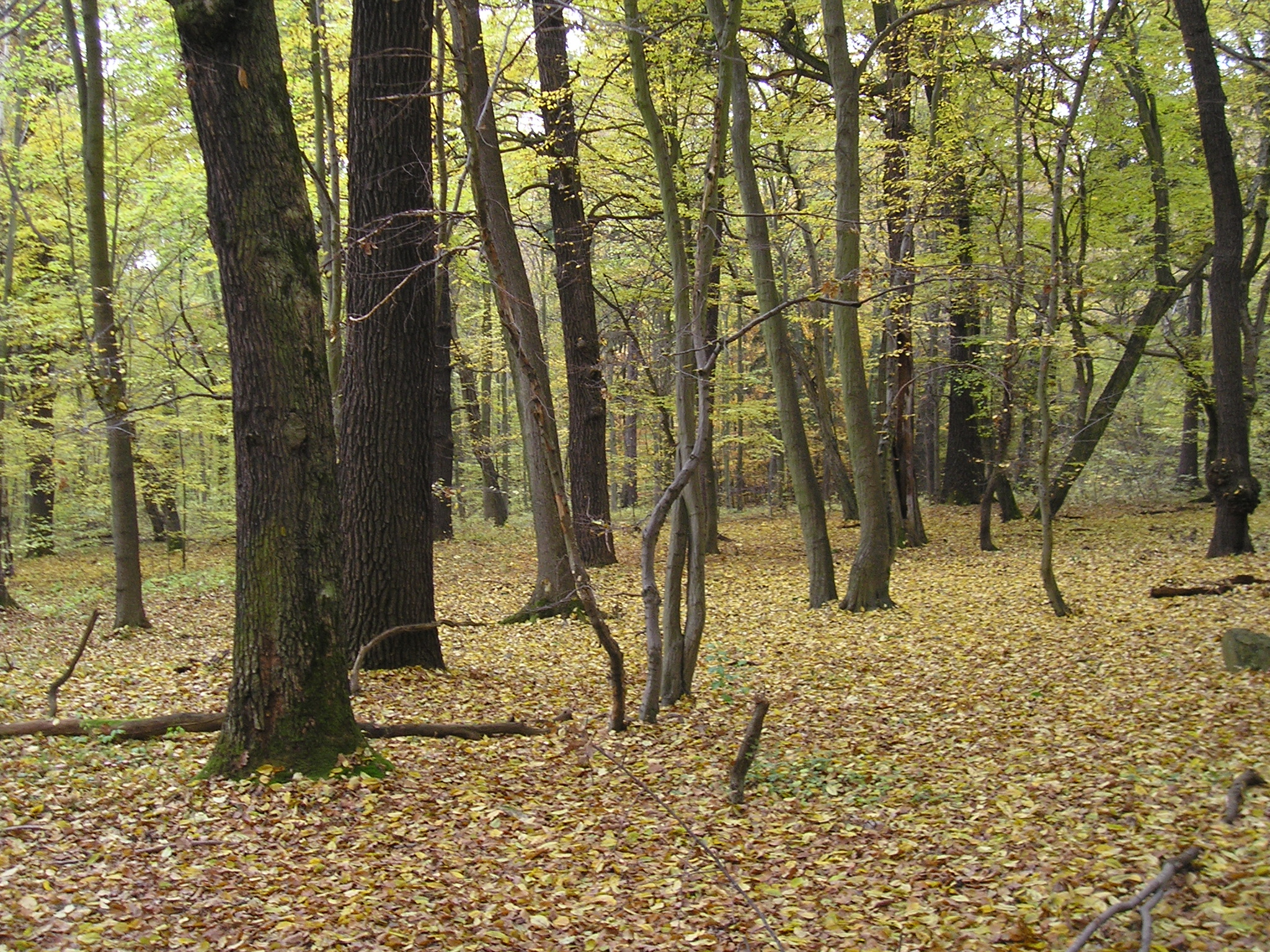
Dubohabrový les ve starší části lesa s výskytem starých dubů (dnes i přes 200 let)

V období třicetileté války se začal les z důvodů úbytku obyvatelstva, a tudíž absence zemědělství, samovolně obnovovat. Jednalo se o zarůstání dřevinami z pařezin postupnou sekundární sukcesí. Vývoj lesa byl zcela přirozený, pouze obohacený o dřeviny, které v dané oblasti nebyly původní (např. smrk). V 16.–17. století se Zábělský les skládal převážně z dubů doplněný o borovici, jedli a buk. Zábělá vůbec patří k těm nejdéle obhospodařovaným lesům v České republice (dále jen ČR). První zmínky o lesním hospodářství se datují do konce 18. století. V roce 1796 již existují první lesnické mapy a dokumenty o lesnickém hospodaření v dané oblasti.
Dnes je rezervace centralizovaná v původním lese podle hospodářského plánu z roku 1877 s názvem Habří. Les Habří se skládal z borovo-dubového porostu s příměsí buku a smrku. Věk stromů byl v 19. století odhadován na 150–200 let. Ačkoliv les Habří není pozůstatek původních nedotčených lesů, tak od počátku 19. století již v lese neprobíhaly drastické těžební zásahy. Část Habří měla být vytěžena v letech 1819–1822, ale těžba se nakonec neuskutečnila a hospodaření se omezovalo pouze na odklízení spadlých a suchých stromů a větví. Les byl již chráněn správcem lesa, tedy Velkostatkem královského města Plzeň, před zprůmyslněnou lesní výrobou.
V roce 1861 byla přes zábělský les uvedena do provozu železniční trať Plzeň-Praha  Po roce 1825 zde měla vést koňská dráha z Prahy přes Lány, ale ke stavbě v tomto úseku již nedošlo. Ve 2. pol. 19. století se oblast stala vyhledávaným místem pro Plzeňany. V Zábělé se významně zasloužil o turistický ruch Josef Sigmund. Aktivně podporovat estetiku při úpravě lesních ploch a zřídil tzn. „Parkový les“ v rámci osobního lesního hospodářského plánu. Na rozdíl od ostatních lesů, byl do Zábělé povolen vstup veřejnosti. A proto byl tento park v roce 1889 doplněn o železniční zastávku a brzy poté o výletní restauraci a několik lesních stezek. Mezi Plzní a Zábělou jezdil v letní sezóně dvakrát denně každou neděli a svátek za příznivého počasí výletní vlak. Brzy poté byl provoz rozšířen na čtyřikrát za den, navíc ve středu, a později začali v Zábělé zastavovat i osobní vlaky jedoucí z Plzně do Prahy.
Okolí železniční stanice a restaurace začalo být na konci 19. století znečištěno odpadky. V roce 1895 proti pustošení lesa začal protestovat klub českých turistů. O čtyři roky později na tuto skutečnost poukázal i městský úřad, který navrhoval, aby se platil výletní poplatek na zmírnění znečištění a lesních škod. Zábělá v této době patřila mezi nejnavštěvovanější místům Plzeňanů, dokonce více než Bolevecké rybníky nebo Borský park na okraji města.
Zájem upadl až po druhé světové válce. Jako parkový les fungovala Zábělá až do roku 1955 a v následující době se do porostní mapy zaznamenala Zábělá (resp. les Habří) písmenem R, tzn. rezervace. Důvod tohoto kroku byl, aby již nedocházelo k dalšímu znečištění lesa odpadky. A to hlavně v okolí železniční zastávky a výletní restaurace. Ta byla nakonec roku 1957 stejně zbouraná. Dalším problémem, který vyplul na povrch v roce 1965, byla znečištěná řeka Berounka z důvodu přetížení plzeňské čističky odpadních vod. Během následujících let byla aktivně vyvíjena snaha Lesního závodu Plzeň na vyhlášení státní přírodní rezervace. To se sice stalo v roce 1969, ale bohužel nebyla chráněna původní skladba dubohabrových porostů s označením R, nýbrž les s označením CH“ – ochranný les. Jednalo se o les skalnatých sutí s rozlohou 6,6 ha. Záměna byla provedena záměrně na popud Západočeských státních lesů, které nechtěly přijít o produktivní část lesa. V roce 1972 byla alespoň zrušena železniční zastávka. V dalších letech nenastal žádný dramatický lesní zásah. V osmdesátých letech bylo inicializováno další rozšíření státní přírodní rezervace již včetně dubohabrových porostů a borových porostů na sutích. Nicméně přírodní rezervace Zábělá byla opětovně vyhlášena až v roce 1993 v okrese Plzeň-město. Za pět let, v roce 1998, vyhlásilo město Plzeň další chráněné menší území za stejnojmennou přírodní rezervaci. Od roku 2005 je přírodní rezervace Zábělá společně s přírodní rezervací Háj a přírodní památkou Malochova skalka součástí evropsky významných lokality s celkovou rozlohou 265,5 ha.

## Přírodní poměry

### Geologie a geomorfologie
Přírodní rezervace spadá pod soustavu Poberounská pahorkatina, podsoustavy Plzeňská pahorkatina, na rozhraní celku Plaská pahorkatina, podcelku Kralovická pahorkatina a celku Švihovská vrchovina, podcelku Rokycanská pahorkatina.

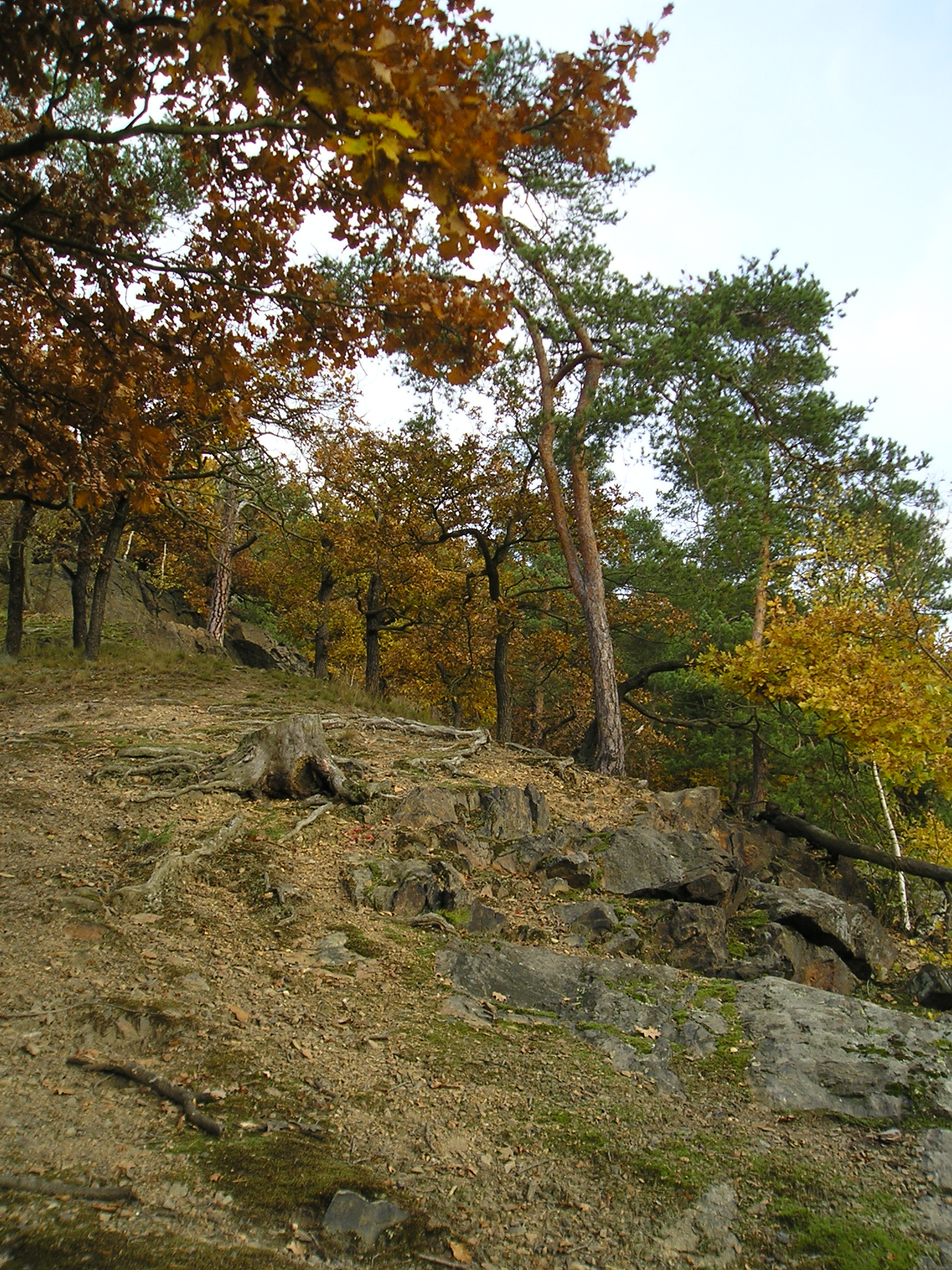
Prudký suťový svah v západní části přírodní rezervace. Vystupující skály jsou droby a spility s rankerovou půdou

Území je budováno nepřeměněnými až slabě přeměněnými sedimenty svrchního proterozoika (mladší starohory, 1 000–570 mil. let). Převážně je tvořeno drobami, břidlicemi a drobovými břidlicemi. Droby v Zábělé jsou šedozelené až šedočerné pískovce s jemnou až střední zrnitostí, převážně ze živců. Algonkické břidlice jsou jemnozrnné horniny s větším obsahem pyritu, tvořící kombinaci barev mezi zelenou, hnědou, černou a šedou. Dále se zde vyskytují výlevné metabazalty (spility), které se zpravidla vylévaly na oceánském dnu. Ty tvoří celistvou až velmi jemnozrnnou horninu zelenošedé až téměř černé barvy s vyšším obsahem sodíku. Vedle typického minerálu pyroxenu obsahují hojně uralit, chlorit, křemen a kalcit a na skalních výchozech vytvářejí balvanité struktury, které jsou místě protkány křemennými žílami. Během proterozoika byly spility silně ovlivněny nízkotepelnou metamorfózou. Celkově je jedná o velmi odolné horniny, které špatně podléhají erozi. Nejvíce jsou ovlivněny mrazovým zvětráváním.
Oblast byla zkonsolidována během variského vrásnění (380–310 mil. let). Důkazem je hlavní oblouk meandru Berounky v rezervaci, který má směr osy geosynklinály barrandienské tektoniky. V jižní části Zábělé leží štěrkopískové uloženiny karbonu a permu. V mezozoiku a paleogénu (druhohory, 250–65 mil. let a část třetihor 65–23 mil. let) zůstala oblast beze změn. V neogénu (23 mil. let) se začala vytvářet říční síť. Ještě před deseti milióny let ležela řeka o zhruba 70 cm výše.
Převládá dominance reliktního boru. Dnes rezervace leží v ukloněném severním až severozápadním erozním, převážně skeletovitém svahu řeky Berounky. Ta se zde přirozeně zařezává do údolí a vytváří kaňon. Horní část svahu přechází v mírně zvlněné říční terasy (4–5), které řeka během kvartéru vytvořila, zatímco dolní část chráněného území částečně zasahuje k břehu Berounky do nivy tvořené z aluvia (usazenin říčního původu o různé zrnitosti). Svah je protkán několika erozními rýhami a úžlaby, kam se koncentruje vlhkost a kudy je odváděna přívalová voda. Úžlaby se vytvořily převážně v algonkických břidlicích, které snadněji podléhají vodní erozi. V důsledku mrazového zvětrávání se pod skalními výchozy u břehu řeky nachází osypy skal, kam se vsakuje vody a následně vyvěrá na patě suťového nánosu.

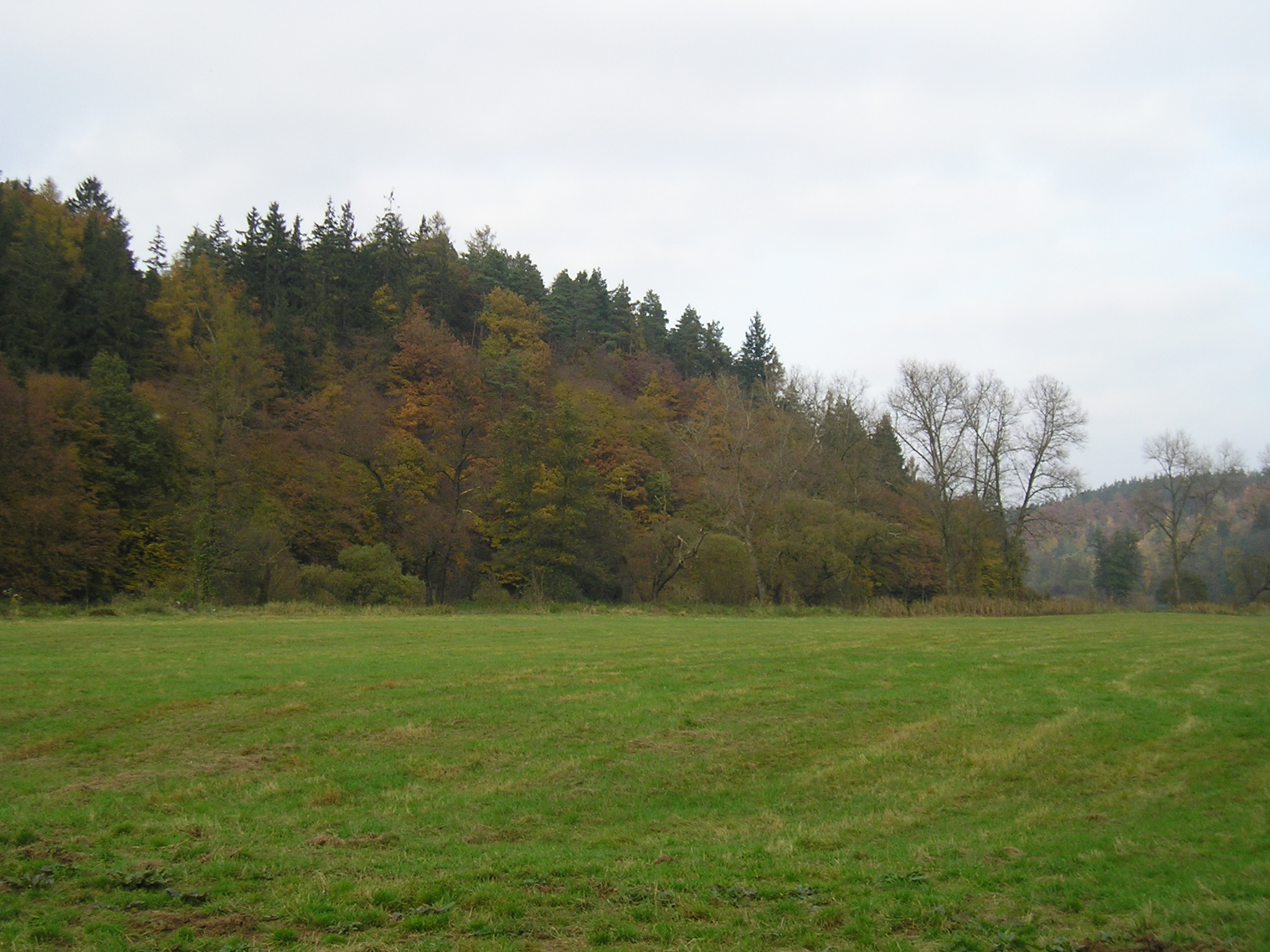
Pravý břeh řeky Berounky. Pravidelně sečená louka podél lesa v přírodní rezervaci Zábělé s významnými zástupci květeny (mezofilní ovsíková louka a bahnité říční náplavy)

V kvartéru se taktéž utvořily nejsvrchnější sedimentární nánosy a půdy díky sprašovým, fluviačním a deflotačním (splavovacím) procesům. Strmé svahy jsou pokryty kamenitými nebo hlinitokamenitými sutěmi se skalními výchozy. Jedná se především o vývin rankerů (ranker typický a ranker kambizemní), nekvalitních mělkých půdních pokryvů s nízkým obsahem humusu a kyselou půdní reakcí.
Většina mírných svahů chráněného území je pokrytá kambizemí typickou a kambizemí rankerovou. Kambizem s hrubší zrnitostí a střední vododržností patří k nejčastější půdám v ČR. Je to původně lesní hnědozem pahorkatin a vrchovin v mírně teplých, mírně vlhký oblastech na pevných, středně kyselých silikátových horninách. V jihovýchodní části na mírném svahu se nachází kambizem oligotrofní, což je hlinitopísčitá světlá, skeletovitá hnědozem. Je světle zbarvená (okrová) se silně kyselým pH na minerálně chudších horninách a tudíž s nižším obsahem živin.
Na břehu řeky Berounky a v erozních rýhách potočního luhu se pak vytvořila fluvizem typická (glejová). Úrodnější jílovitohlinitá šedozem vyskytující se často v nivách vodních toků nebo depresích, kde se nahromadil naplavený organický materiál z příslušného povodí. Během roku bývá ovlivněná kolísáním spodní hladiny vody. Ojediněle se vyskytuje i kambizem pseudoglejová. Půda periodicky převlhčována se střídáním oxidačně-redukčních podmínek a horším rozpadem organické hmoty. Z těchto důvodů je úrodná méně.

### Flóra
Přírodní rezervace je tvořena v naprosté většině lesním porostem. Pouze suťové výchozy, břeh a údolní niva řeky Berounky, tvořící ochranné pásmo zvláště chráněného území, je bezlesý (0,3 ha). Dnes se hospodářský les v Zábělé vůbec nevyskytuje. Část území, obzvláště na skalních výchozem, nese označení les ochranný (12,2 ha). Jedná se o les chránící skeletovitý svah proti erozi, sesuvu a jiným nežádoucím vlivům. Zbývající území bylo v historii převedeno na les zvláštního určení (20,6 ha), který je definovaný jako důvod vyhlášení k podpoře přirozeného vývoje lesa, k ochraně vodních zdrojů a biodiverzity.
Les postupem času směřuje k samostatné přirozenému vývoji. V přírodní rezervaci se vyskytují tyto biotopy: hercynská dubohabřina (zastoupení 38,6 %) a acidofilní doubrava (19,3 %), nepůvodní jehličnaté dřeviny (12,6 %), suťové lesy (7,2 %), které se nacházejí ve stráních, makrofytní vegetace vodních toků (8,3 %) podél řeky a dnes velmi vzácné mezofilní ovsíkové louky (6,5 %). V minoritní míře se vyskytují i jiné přirozené i nepřirozené biotopy (xerofilní křoviny, vrbové křoviny, jasano-olšové luhy, vysoké ostřice, bahnité říční náplavy, štěrbinová vegetace, ruderální vegetace, pionýrské dřeviny). Podrobný popis vegetačního krytu lze najít v hospodářských plánech.

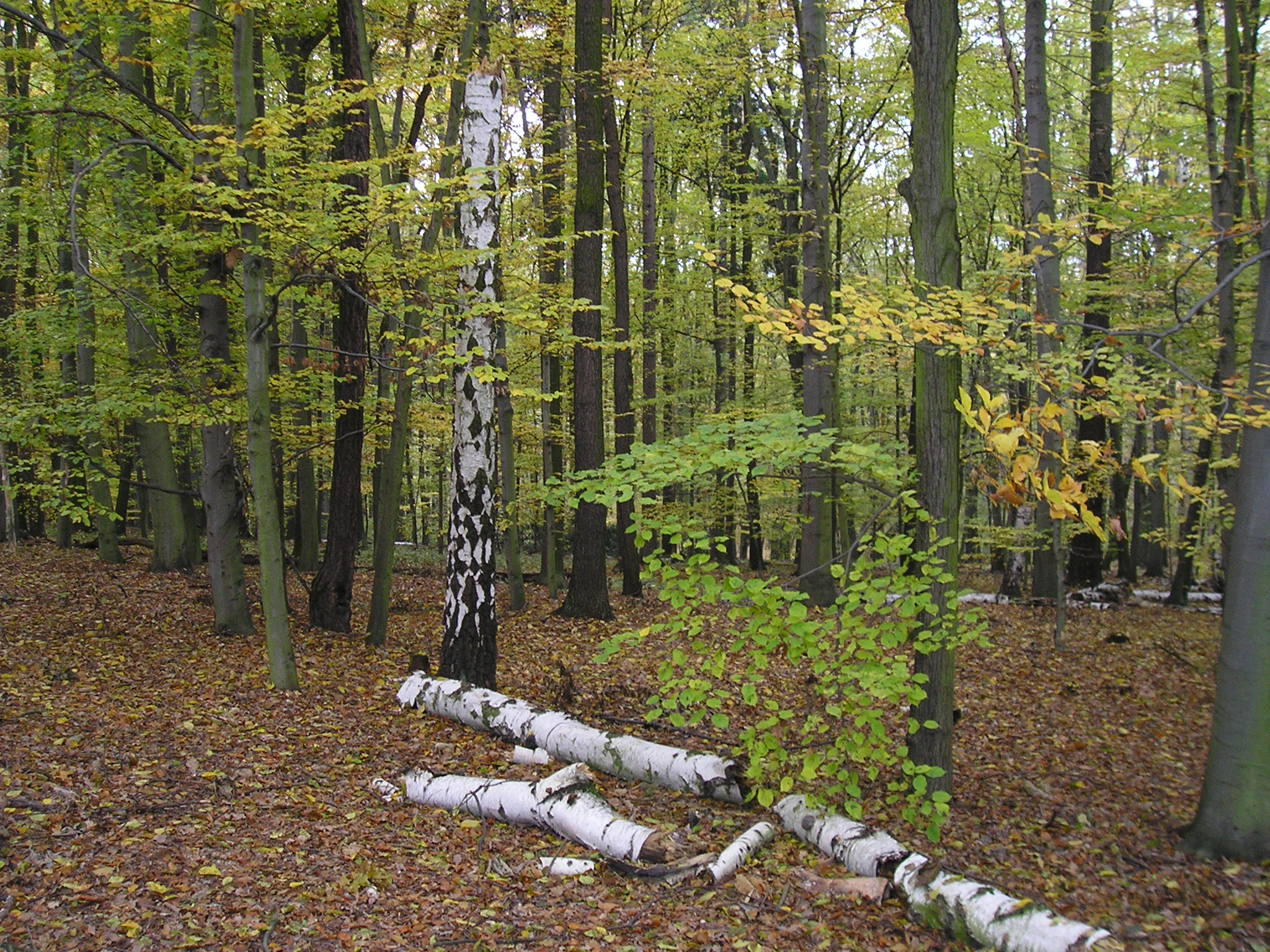
Mladší dubohabrový les v jihozápadní části přírodní rezervace. V popředí dominuje padlý kmen pionýrské dřeviny – břízy bělokoré.

Aktuálně má z dřevin největší podíl dub letní (Quercus robur) a habr obecný (Carpinus betulus). Z dubů se minoritně vyskytuje i dub zimní (Quercus petraea) a nepůvodní dub červený (Quercus rubra). V Zábělé lze dále nalézt borovici lesní (Pinus sylvestris) stoletého stáří, která roste na skalních výchozech a nelze vyloučit její přirozený výskyt, nepůvodní smrk ztepilý (Picea abies) a modřín opadavý (Larix decidua) vysázených před počátkem 20. století. Zatímco původní jedle bělokorá (Abies alba) byla v lokalitě pravděpodobně vyhubena, protože nyní se v Zábělé nevyskytuje. Z listnatých stromů je potom relativně zastoupena lípa malolistá (Tilia cordata), která byla vysazována v 1. polovině 20. století a má vyšší zastoupení než je přirozené, a v menší míře i buk lesní (Fagus sylvatica), javor klen (Acer pseudoplatanus) a nepůvodní javor mléč (Acer platanoides). Roztroušeně v Zábělé roste jasan ztepilý (Fraxinus excelsior), který může být v suťových a roklinných lesích původní, ale v zájmovém lese nikoliv, a následně pionýrské dřeviny typu bříza bělokorá (Betula pendula), líska obecná (Corylus avellana), jeřáb ptačí (Sorbus aucuparia), jeřáb břek (Sorbus torminalis), bez černý (Sambucus nigra), invazní trnovník akát (Robinia pseudoacacia), topol osika (Populus tremula), střemcha obecná (Prunus padus), trnka obecná (Prunus spinosa) či růže šípková (Rosa canina). Z původních listnatých dřevin se naopak zredukovala olše lepkavá (Alnus glutinosa) a jilm habrolistý (Ulmus minor).
Celkově se na chráněném území vyskytují víceetážové porosty, přičemž nejstarší jádro lesa, tzn. třetí etáž je tvořena převážně duby a jejich stáří je odhadováno na 230 let. U jednoho exempláře byl dokonce zjištěn věk na 328 let. Duby rostou v sušším, teplejším klimatu vyvýšených plošin. V mladším lese, tzn. druhé etáži se začíná uplatňovat převaha habru, který tvoří ucelenou korunovou skladbu ve vlhčím a stinnějším prostředí. Pravidelně na jaře vyrůstají stovky semenáčků dubu, ale naprostá většina po vyčerpání zásob živin z plodolistů první rok uhyne. Mladší duby rostou pouze v uměle založených kulturách z doby 1800–1900. Zatímco habry pravděpodobně nikdo nevysazoval a pocházejí z přirozeného náletu. V poslední době se ukazuje, že dub bude v následujícím čase postupně vytlačován habrem, neboť semenáčky habru jsou schopny lépe odolávat většímu zástinu. Na sutích a sušších skalnatých výchozích poté dominuje bor. Ostatní dřeviny jsou buď rovnoměrně rozprostřené, nebo tvoří uzavřené skupiny na jednotlivých částech chráněného územích.

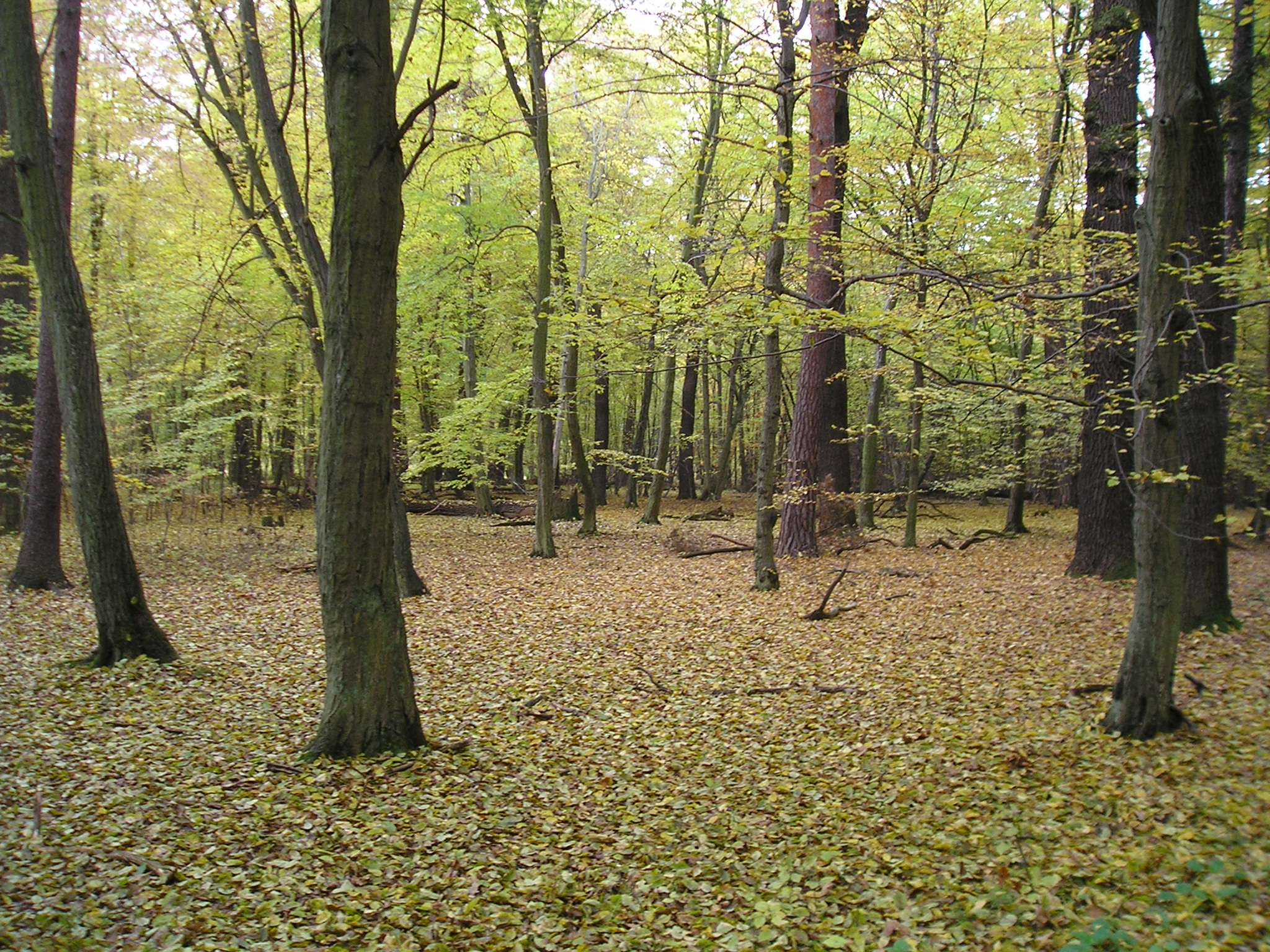
Starší dubohabrový les s dominantním kmenem borovicí lesní je vhodný lesní biotop pro pravidelný jarní výskyt hajní květeny.

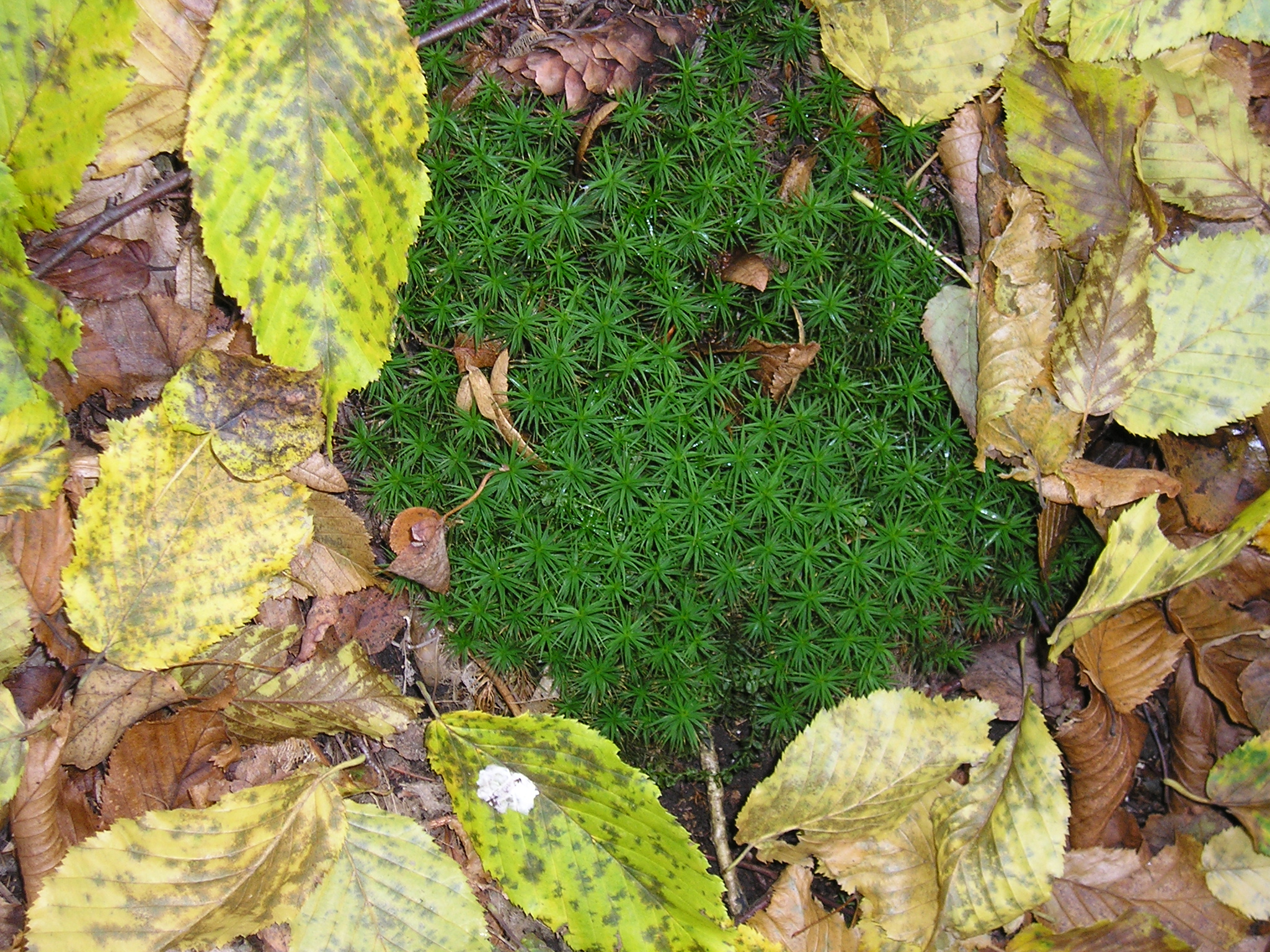
Zástupce mechů rodu ploník

Přírodní rezervace Zábělá přitahuje pozornost botaniků již od konce 19. století. Vyskytují se zde běžné suchozemské bezcévné rostliny, tj. mechy (Bryophyta) i játrovky (Marchantiophyta), ale hlavní zájem budí významné zastoupení hajní květeny. Většina hajních bylin kvete z jara ještě před tím, než se stromy stihnou olistit. K lesním pravidelně kvetoucím druhům patří: sasanka hajní (Anemone nemorosa) a sasanka pryskyřníkovitá (A. ranunculoides), pryskyřník hajní (Ranunculus nemorosus), kerblík lesní (Anthriscus sylvestris), papratka samičí (Athyrium filix-femina), osladič obecný (Polypodium vulgare), sleziník severní (Asplenium septentrionale), česnáček lékařský (Alliaria petiolata), zvonek broskvolistý (Campanula persicifolia), udatna lesní (Aruncus vulgaris), jaterník podléška (Hepatica nobilis), ostřice třeslicovitá (Carex brizoides), o. Buekova (Carex buekii) či o. zaječí (Carex ovalis). Vrbovka chlumní (Epilobium collinum), lipnice hajní (Poa nemoralis), kostival hlíznatý (Symphytum tuberosum), ptačinec velkokvětý (Stellaria holostea), starček lepkavý (Senecio viscosus), šťavel kyselý (Oxalis acetosella), vrbina penízková (Lysimachia nummularia), violka lesní (Viola reichenbachiana), konvalinka vonná (Convallaria majalis), krtičník hlíznatý (Scrophularia nodosa), mateřka trojžilná (Moehringia trinervia), hrachor lesní (Lathyrus sylvestris), křivatec žlutý (Gagea lutea), merlík bílý (Chenopodium album), hulevník Loeselův (Sisymbrium loeselii), vlaštovičník větší (Chelidonium majus), plicník tmavý (Pulmonaria obscura), bedrník obecný (Pimpinella saxifraga), bika chlupatá (Luzula pilosa) a mnoho dalších.
Na nivě Berounky a při okraji lesa (mezofilní ovsíková louka) lze najít také mnoho druhů jako kokoška pastuší tobolka (Capsella bursa-pastoris), jetel plazivý (Trifolium repens), rožec rolní (Cerastium arvense), pryskyřník prudký pravý (Ranunculus acris subsp. acris), šťovík kyselý (Rumex acetosa), lilek potměchuť (Solanum dulcamara), netýkavka nedůtklivá (Impatiens noli-tangere) a invazní netýkavka malokvětá (Impatiens parviflora), zvonek okrouhlolistý (Campanula rotundifolia), metlice trsnatá (Deschampsia cespitosa), rozrazil potoční (Veronica beccabunga), pomněnka rolní (Myosotis arvensis), kontryhel pastvinný (Alchemilla monticola), kozinec sladkolistý (Astragalus glycyphyllos), hluchavka skvrnitá (Lamium maculatum), psárka luční (Alopecurus pratensis), řebříček bertrám (Achillea ptarmica), chrpa luční pravá (Centaurea jacea subsp. jacea), brslen evropský (Euonymus europaeus), tužebník obecný (Filipendula vulgaris), lnice květel (Linaria vulgaris), kohoutek luční (Lychnis flos-cuculi), rdesno peprník (Persicaria hydropiper), rákos obecný (Phragmites australis), jitrocel kopinatý (Plantago lanceolata) aj.
Na skalnatých sutích se pro změnu vyskytuje xerofilní vegetace typu silenka nicí (Silene nutans), tolita lékařská (Vincetoxicum hirundinaria), podbílek šupinatý (Lathraea squamaria), penízek modravý (Noccaea caerulescens), řeřišničník písečný (Cardaminopsis arenosa), jestřábník bledý (Hieracium schmidtii) či trýzel tvrdý (Erysimum durum) aj. V blízkosti bývalé železnice roste také mnoho ruderálních druhů rostlin.
K vzácnějším a ochranářsky významných druhům, pravidelněji se objevujícím lze zařadit bleduli jarní (Leucojum vernum), vraní oko čtyřlisté (Paris quadrifolia), lilii zlatohlávek (Lilium martagon), diviznu malokvětou (Verbascum thapsus), oměj vlčí mor (Aconitum lycoctonum), svízel severní (Galium boreale), vemeník dvoulistý (Platanthera bifolia), snědek okoličnatý (Ornithogalum umbellatum), kruštík širolistý (Epipactis helleborine), hvozdík kartouzek pravý (Dianthus carthusianorum subsp. carthusianorum), mydlici lékařskou (Saponaria officinalis), česnek šerý horský (Allium senescens subsp. montanum) a žluťuchu lesklou (Thalictrum lucidum).
Celkem bylo na území zjištěno přes 400 taxonů cévnatých rostlin. Mnohé z nich jsou dnes na našem území zvláště chráněné nebo jsou vedeny v Červeném seznamu cévnatých rostlin ČR (Procházka 2003). Bohužel mnoho citesových a chráněných druhů je zaznamenáno pouze v historických průzkumech a dnes jsou v lokalitě nezvěstné, nebo vyhubené. Patřila mezi ně prha arnika (Arnica montana), rmen barvířský (Anthemis tinctoria), rozpuk jízlivý (Cicuta virosa), hlístník hnízdák (Neottia nidus-avis), jehlice plazivá (Ononis repens), vikev panonská (Vicia pannonica), pětiprstka žežulník (Gymnadenia conopsea), vstavač kukačka (Orchis morio) a vstavač osmahlý (O. ustulata) aj. Obecně se jedná zejména o druhy vázané na rašelinné louky v nivě Berounky a obdobné specifické biotopy, které se v rezervaci již nevyskytují.
Přírodní rezervace Zábělá je bohatá i mykologicky, obzvlášť na lišejníky a lichenikolní houby. Nicméně během posledních sta let klesla jejich diverzita v důsledku znečištění ovzduší až o 90 %. Po odsíření ovzduší v devadesátých letech 20. století se lichenoflóra postupně vrací do lokality. Dnes se v Zábělé vyskytuje kolem 58 druhů lišejníků a 15 lichenikolních hub. Nejvíce druhů se vyskytuje na západním skalním výchozu za ohbím Berounky, kam během dne nejdéle svítí slunce (např. Xanthoparmelia conspersa, Acarospora fuscata, Rhizocarpon geographicum, Candelariella coralliza, Buellia aethalea). Mnoho rodů (Cladonia, Bryoria, Punctelia, Usnea, Lecanora, Hypogymnia aj.) se vyskytuje i v teplomilných doubravách. Jako v jediné lokalitě v ČR se v přírodní rezervaci pravděpodobně vyskytují druhy Acremonium lichenicola, Lecidea tesselata a Merismatium decolorans a parazitický lišeník Lecidea tesselata. Dokonce zde byly objeveny i zcela nové druhy pro vědu. Tři lichenikolní houby (Lichenostigma prothallicola sp. nov. ad int., Muellerella octospora sp. nov. ad int., Endococcus aff. stigma). V Zábělé se vyskytují zástupci vřeckovýtrusných (Ascomycota), stopkovýtrusných (Basidiomycota) i mnoha jiných skupin hub. Např. choroš smolonohý (Royoporus badius), chřapáč kadeřavý (Helvella crispa), muchomůrka zelená (Amanita phalloides), trámovka vonná (Gloeophyllum odoratum), síťkovec dubový (Daedalea quercina), ryzec dubový (Lactarius quietus), troudnatec kopytovitý (Fomes fomentarius), šedopórka osmahlá (Bjerkandera adusta), hřib dubový (Boletus reticulatus), Holubinka révová (Russula xerampelina), outkovka chlupatá (Trametes hirsuta), lesklokorka ploská (Ganoderma applanatum), aj.

### Fauna
Fauna v přírodní rezervaci Zábělé nedosahuje takové druhové rozmanitosti jako flóra. Nicméně díky tlejícímu dřevu je lokalita vhodná pro řadu druhů ptáků a hmyzu, kteří jsou vázaní na mrtvé dřevo. Z bezobratlých (Invertebrata) se zde vyskytuje řada lesních suchozemských plžů (Gastropoda) a členovců (Arthropoda) preferujících dubohabrový les.

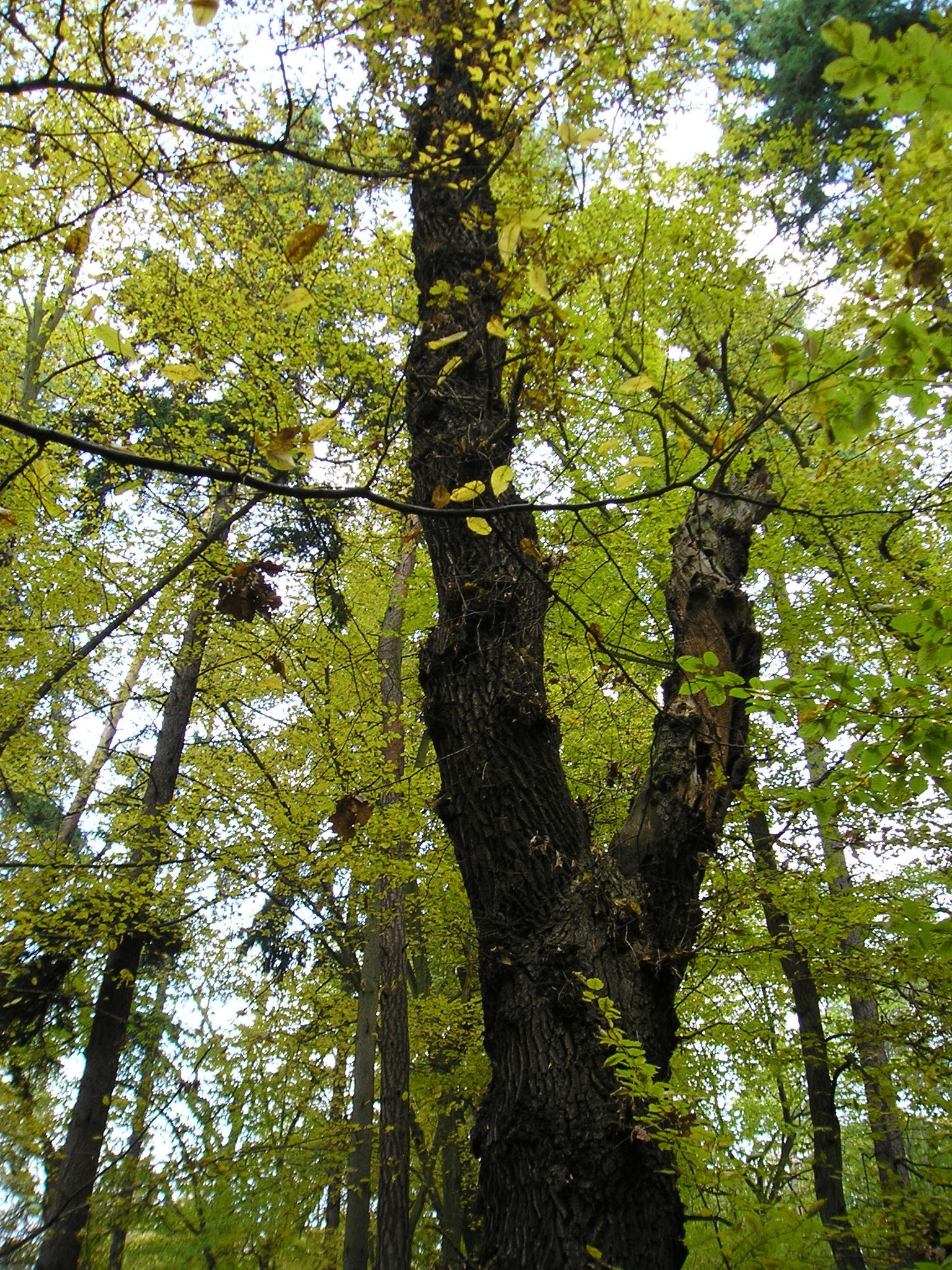
Torzo kmene mrtvého dubu. Přirozené prostředí pro vývoj larev páchníka hnědého a jiných významných brouků, vázaných na mrtvé dřevo.

Na louce u Berounky a v dubohabřině lze spatřit několik zástupců motýlů (Lepidoptera). Patří k nim například vakonoš stromový (Psyche casta), vakonoš trávový (Canephora hirsuta), okáč luční (Maniola jurtina), okáč pýrový (Pararge aegeria), martináče habrového (Saturnia pavonia), perleťovec stříbropásek (Argynnis paphia), babočka kopřivová (Aglais urticae), zejkovec podzimní (Ennomos autumnaria), obaleč dubový (Tortrix viridana), více druhů rodu píďalka (Operoptera) a mnoho dalších.
K významným bezobratlým patří řada brouků (Coleoptera), obzvláště z čeledě střevlíkovitých (Carabidae) s potvrzeným počtem 35 druhů. Například čtvercoštítník černý (Abax parallelepipedus), kvapník modrý (Harpalus affinis), střevlík hajní (Carabus nemoralis), střevlík zahradní (Carabus hortensis), krajník hnědý (Calosoma inquisitor), úzkoštítník (Cychrus caraboides caraboides) nebo svižník polní (Cicindela campestris campestris), který je v ČR ohrožený. Další čeledí brouků s hojným zastoupením jsou tesaříkovití (Cerambycidae) s druhy jako tesařík dubinový (Plagionotus detritus), tesařík piluna (Prionus coriarius), Pedostrangalia revestita, Saphanus piceus či zástupce kruštíků (Clytus tropicus).
Zcela nejvýznamnější čeledí jsou vrubounovití (Scarabaeidae). V Zábělé se vyskytuje páchník hnědý (Osmoderma eremita), žijící v dutinách starých dubů. Tento druh je dnes rozšířen v ČR a Evropě pouze ostrůvkově. Na mezinárodní úrovni je proto zařazen do Natury 2000 a v naší fauně je hodnocen jako silně ohrožený. Mezi vrubounovité také patří přítomný zdobenec zelenavý (Gnorimus nobilis) a vzácný v lese žijící hnojník (Aphodius zenkeri).
Za zmínku stojí i výskyt vzácnějších a v ČR ohrožených zástupců blanokřídlých (Hymeroptera), jedinci mravenců rodu Formica a čmeláků rodu Bombus.
V přírodní rezervaci bylo zjištěno 54 obratlovců (Vertebrata). Zastoupení obojživelníků (Amphibia) a plazů (Reptilia) je malé. Jsou to pouze žáby, jako skokan hnědý (Rana temporaria) či dnes chráněná ropucha obecná (Bufo bufo). V lokalitě se ale může vyskytovat i vzácný a silně ohrožený mlok skvrnitý (Salamandra salamandra) Z plazů se vyskytují pouze běžnější druhy jako ještěrka obecná (Lacerta agilis) či slepýš křehký (Anguis fragilis).
Velké zastoupení tvoří ptáci (Aves). V Zábělé ale v relativním zastoupení převažují ti, kteří si staví hnízda v dutinách vzrostlých stromů např. strakapoud velký (Dendrocopos major), datel černý (Dryocops martius), lejsek šedý (Muscicapa striata), žluna zelená (Picus viridis), brhlík lesní (Sitta europaea) a několik zástupců rodu sýkora (Parus). V korunách stromů hnízdí dlask tlustozobý (Coccothraustes coccothraustes), holub hřivnáč (Columba palumbus), křivka obecná (Loxia curvirostra) a běžné druhy jako drozd (Turdus), sojka (Garrulus), králíček (Regulus), pěnkava (Fringilla), a z predátorů např. káně lesní (Buteo buteo), kalous ušatý (Asio otus), Puštík obecný (Strix aluco) a dokonce citesový Výr velký (Bubo bubo). V nižších patrech keřů a na zemi se v Zábělé nachází hýl obecný (Pyrrhula pyrrhula), zvonek zelený (Carduelis chloris), červenka obecná (Erithacus rubecula), budníček lesní (Phylloscopus sibilatrix), žluva hajní (Oriolus oriolus) aj. U řeky Berounky můžete pozorovat druhy hnízdící blízko břehu jako je slípka zelenonohá (Galinula chloropus), lyska černá (Fulica atra) či sluka lesní (Scolopax rusticola). Další typicky vodní pták ku příkladu je polák kaholka (Aythya marila), potápka malá (Tachybaptus ruficollis), chráněný ledňáček říční (Alcedo atthis), vzácněji zalétávající kormorán velký (Phalacrocorax carbo) a u nás dokonce kriticky ohrožený morčák velký (Mergus merganser).
Ze savců lze v přírodní rezervaci pozorovat druhy, běžně se vyskytující v lese u tekoucích vod, tedy vysoká zvěř jako srnec obecný (Capreolus capreolus) a muflon (Ovis musimon), který byl vysazen uměle v roce 1953, prase divoké (Sus scrofa) a běžní hlodavci (Rodentia), hmyzožravci (Insectivora) a zajícovci (Lagomorpha). K zajímavým a vzácnějším druhům patří hryzec vodní (Arvicola terrestris), kuna lesní (Martes martes), liška obecná (Vulpes vulpes), ohrožená veverka obecná (Sciurus vulgaris) a tchoř tmavý (Mustela putorius) a dnes silně ohrožený plšík lískový (Muscardinus avellanarius). V lokalitě nelze vyloučit ani výskyt silně ohroženého bobra evropského (Castor fiber), který žije v plzeňských řekách.

## Hospodaření
Přírodní rezervace Zábělá dnes spadá pod evropsky významné lokality. Hlavním předmětem ochrany je původní dubohabrový les (hercynská dubohabřina) a suťový les, který směřuje k přirozenému vývoji lesa v dané lokalitě. Evropsky významná lokalita rozšířila předmět ochrany i na mezofilní ovsíkové louky, bahnité říční náplavy Berounky a ochranu naturového páchníka hnědého, žijícího v kůře vzrostlých dubů. Z těchto důvodů je jakákoliv hospodářská těžba v rezervaci vyloučena. Naprostá většina stromů a spadlých větví zůstává v lese. Pouze kmeny padlé přes turistickou a naučnou stezku jsou odstraňovány. Hospodaření bere ohled na přírodní hodnoty chráněného území.

### Ohrožení
V minulosti spočívalo ohrožení přírody v nadbytku odpadků kolem výletní restaurace. Dnes je území přírodní rezervace v první řadě silně ohroženo nedisciplinovanými návštěvníky. Rezervace je protkaná řadou pěšin, které vedou mimo turisticky značené cesty. Výsledkem je nadměrný sešlap a poškozování hajních bylin. Svahovitý lesní terén s několika erozními rýhami nabízí lákavé místo pro cyklokrosovou turistiku. Bohužel jízda na horských kolech mimo vyznačená místa působí na biotop lesa ještě hůře. Nadměrná jízda kol způsobuje poškozování kořenů stromů a negativní rozrušování struktur půd, které pak snadněji podléhají erozi. Ve svahu jsou půdy následně náchylnější na vymílání dešťovou vodou a splavování živin potřebných pro růst vegetace.
Ve střední části Zábělé je ve spádnici zakopán podzemní produktovod, který v případě havárie může teoreticky ohrozit biotop lesa. Řeka Berounka již nepředstavuje reálnou hrozbu ze znečištění, mimo mimořádně velkých povodní. Mnohem závažnější vliv měla mezinárodní železnice přímo sousedící s přírodní rezervací. Kolem trati se vyskytovala největší koncentrace odpadků. Dalším důkazem neukázněnosti návštěvníků jsou odpadky, povalující se podél cest a na skalní vyhlídce v západní části rezervace.

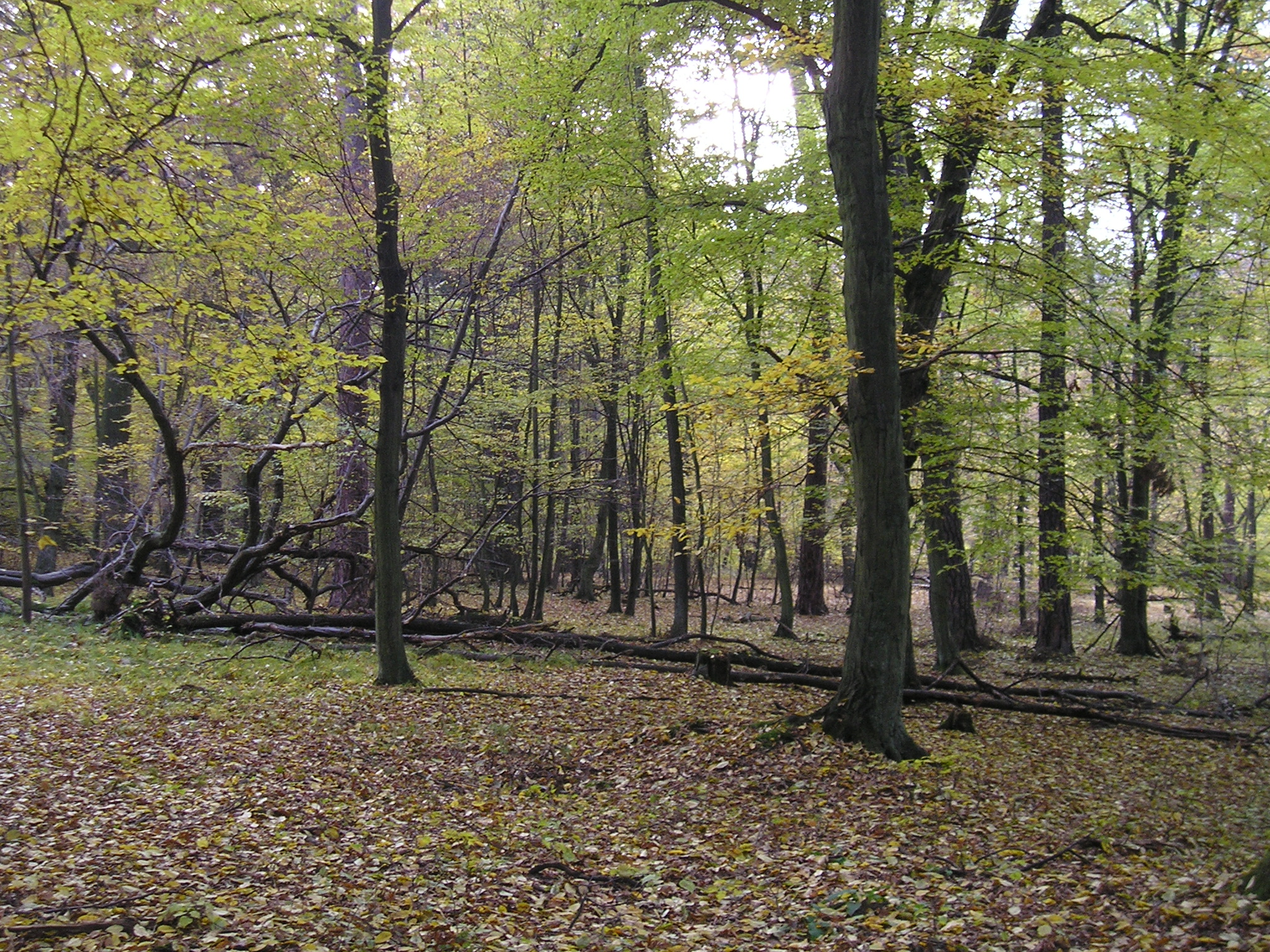
Samovolně obnovující se les ve starší části přírodní rezervace, mladé stromy potenciálně ohrožené okusem a ohryzem, spadlé dřevo podporuje biodiverzifikaci hajní květeny.

Velkou zásluhu na potenciální nestabilitu biotopu dubohabrového lesa mají i nepůvodní druhy. Mezi hlavní dřeviny patří smrk a modřín, které ale v budoucnu nejsou schopny přirozeně konkurovat listnatým stromům. Velké ohrožení ale představuje invazní trnovník akát (Robinia pseudoacacia), který roste podél bývalé železnice mezi Plzní a Prahou a může se od ní aktivně samovolně šířit. Invazním druhem je i netýkavka malokvětá (Impatients parviflora), která na několika místech roste podél plzeňských řek a potenciálně může být zavlečena řekou Berounkou do přírodní rezervace. Další rozhodně nepřehlédnutelnou hrozbu pro biotop představuje okus semenáčků, jedno- až dvouletých stromků a bylin od srnce a od uměle vysazeného muflona v pol. 20. století, který je navíc schopen mladé stromky poškodit i ohryzem. Zvěř se také podílí na degradaci půdního profilu a nitrofizaci stanovišť. Největší podíl na degradaci lesních společenstev má proto lesní vysoká zvěř a vznášení nepůvodních dřevin a bylin do ekosystému, včetně ruderalizace (neúmyslné zavlečení nepůvodních semen rostlin člověkem a zvířaty – viz ruderální společenstvo).

### Management ochrany
Hlavním zájmem ochránců přírody je náprava zásahů člověka s minimalizací zásahů a stabilizace biotopů v rezervaci. Do roku 2005 v chráněném území neprobíhala žádná soustavná péče. Ideálním řešením by bylo ponechat biotop lesa samovolnému přirozenému vývoji. Bohužel přímé i nepřímé zásahy člověka během historie narušily biotopy a způsobily změny ve skladbách rostlinných a živočišných společenstev. Proto mezi první bod managementu ochrany patří kontrola druhové skladby dřevin a potenciální redukce negativních zástupců. Jedná se zejména o odstranění nepřirozených monokultur a invazních druhů (např. smrk ztepilý, smrk pichlavý, trnovník akát, netýkavka malokvětá a jiné náletové dřeviny a byliny). Důležité je zajistit různověkost dubů a habrů pro přirozenou obnovu lesa. K tomu je nutná aktivní ochrana semenáčků proti okusu a ohryzu. Ideálním řešením je zredukovat stavy mufloní zvěře, které devastují mladé stromky, bylinné patro a ruderalizující dané území. Alternativním řešením je oplocení semenáčků a jejich pravidelná kontrola.
Dalším krokem je ponechání mrtvých kmenů stromů v lese. Přirozený rozpad mrtvého dřeva zvyšuje diverzifikaci bylinného patra a podporuje rozmnožování dřevních brouků. Primárně se bere ohled na páchníka hnědého (Osmoderma eremita). Pro jeho vývoj je navíc důležité i proslunění a celkové prohřátí kmenů dubů. Torza kmenů je vhodné v lese ponechat a prostor kolem nich uměle prosvětlit. Plán ochránců přírody zahrnuje pravidelný monitoring výskytu larev a dospělců. Velmi vhodné je také jednoroční sečení louky podél toku řeky Berounky s absencí jejího hnojení.
V managementu ochrany jsou uvedeny i kroky proti dopadu člověka. Pro regulaci škod veřejností je třeba pravidelně obnovovat turistické značení, technické prvky (mostky, lavičky, odpadkové koše apod.) a inovovat naučné tabule. V úvaze je také podniknout ochranné kroky proti jízdě na kolech (cyklokrosu) mimo turisticky značené cesty (alespoň informační cedule). Posledním cílem je dostatečně viditelně vyznačit hranice přírodní rezervace, jakož i části území evropsky významné lokality. Všem vlastníkům pozemků nabídnout finanční kompenzaci nebo náhradu za jiné pozemky a uzavřít smlouvy o obvyklém hospodaření. Orientační náklady na ochranu přírodní rezervace Zábělé do roku 2020 se pohybují okolo 100 000 Kč.

## Turismus
V 19. a v první polovině 20. století byla Zábělá oblíbeným výletním místem. Po druhé světové válce tento trend upadl, ale postupným rozšiřováním města Plzně se rezervace stávala dostupnější. S vyhlášením přírodní rezervace zájem turistů o tuto lokalitu opět stoupl. Se zařazením přírodní rezervace mezi evropsky významné lokality v roce 2005 tento trend ještě zesílil.

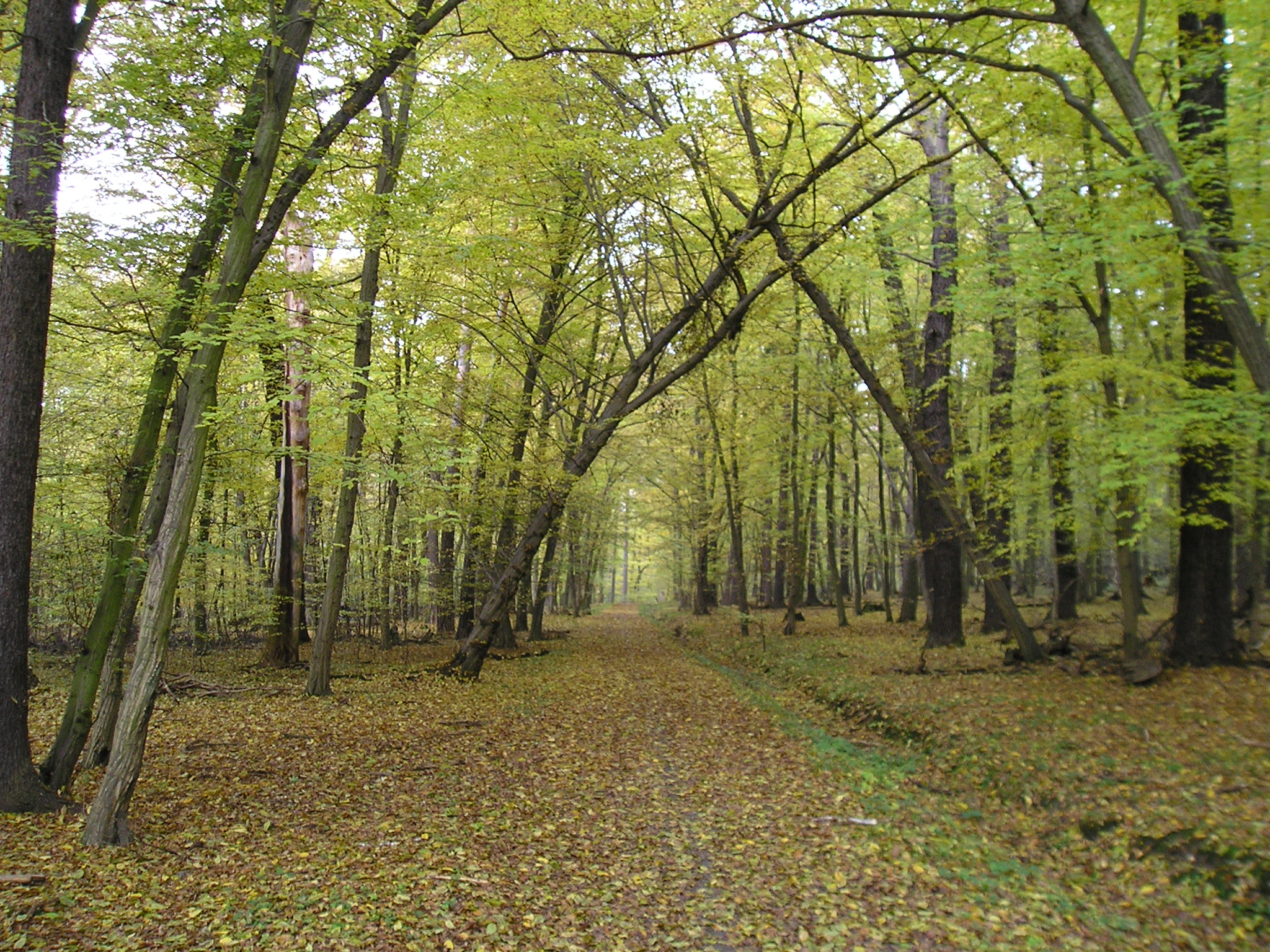
Zelená turistická a naučné stezka vedoucí skrze přírodní rezervaci Zábělou

### Přístupové cesty
Oficiální přístupové cesty do přírodní rezervace Zábělé jsou tři. Jednou z nich je zelená turistická stezka, která směrem od Plzně-Bukovec nejprve kopíruje bývalou mezinárodní železnici mezi Plzní a Prahou a na začátku rezervace poté zatáčí doleva, prochází jejím středem a zároveň sestupuje blíže k Berounce. Po opuštění rezervace vede podél lesa u řeky a pokračuje na rozcestí Dolanského mostu. Zbývající přístupovou cestou je žlutá turistická stezka vstupující do rezervace v místě železničního mostu u potoka. Žlutá tak spojuje zelenou turistickou stezku v rezervaci a červenou stezku, která prochází zábělským hospodářským lesem a po níž se lze také dostat zpět do Bukovce.

### Naučná stezka
Přírodní rezervací vede naučná stezka, která začíná v Bukovci u Plzně (autobusová zastávka č. 28). Nejprve využívá červené turistické stezky v Zábělském lese a poté žluté se zelenou přímo v samotné přírodní rezervaci. Je dlouhá 4,7 km a je na ní deset zastávek s informačními tabulemi.